# Changer de vie
Pour plus de détails, voir Fiche technique et Distribution.
Changer de vie (Mudar de Vida) est un drame portugais réalisé par Paulo Rocha, sorti en 1966. Il s'inscrit dans le Novo Cinema.

## Synopsis
Un village de pêcheurs, au nord du Portugal. De retour de la Guerre d'Angola, Adelino découvre que sa fiancée a épousé son frère. Il tente de la reconquérir, puis entame une nouvelle liaison.

## Fiche technique
- Réalisation : Paulo Rocha
- Production : António da Cunha Telles
- Scénario : António Reis, Paulo Rocha
- Photographie : Elso Roque
- Musique : Carlos Paredes
- Pays d'origine :  Portugal
- Durée : 90 minutes
- Dates de sortie :
  - Mostra de Venise : 10 septembre 1966
  - Portugal : 20 avril 1967
  - Ressortie après restauration : 14 mai 2015

## Distribution
- Geraldo Del Rey : Adelino
- Isabel Ruth : Albertina
- Maria Barroso : Júlia
- João Guedes : Inácio